# Очеретоватое (Магдалиновский район)
Очеретова́тое (укр. Очеретувате) — село,
Очеретоватский сельский совет,
Магдалиновский район,
Днепропетровская область,
Украина.
Код КОАТУУ — 1222385501. Население по переписи 2001 года составляло 758 человек.
Является административным центром Очеретоватского сельского совета, в который не входят другие населённые пункты.

## Географическое положение
Село Очеретоватое находится на левом берегу реки Кильчень,
выше по течению на расстоянии в 3 км расположено село Александровка,
ниже по течению на расстоянии в 4 км расположено село Спасское (Новомосковский район),
на противоположном берегу — село Маевка (Днепровский район).
По селу протекает пересыхающий ручей с запрудой.
Через село проходит автомобильная дорога Т-0410.

## История
- 1760 год — первое упоминание о селе.

## Экономика
- «Агроднипро-насиння», ООО

## Объекты социальной сферы
- Школа I—II ст.
- Дом культуры.
- Детский сад.
- Фельдшерско-акушерский пункт.

## Достопримечательности
- Братская могила советских воинов.